# Nick O’Hern
Nick O’Hern (* 18. Oktober 1971 in Perth) ist ein linkshändiger australischer Profigolfer, der sowohl die European Tour als auch die nordamerikanische PGA TOUR bespielt.

## Werdegang
Im Alter von neun Jahren begann er Golf zu spielen. Sein Vater war ein guter Amateurgolfer und spielte auch im australischen Baseballteam. Nick ererbte dessen sportliche Fähigkeiten, spielte für Westaustraliens Baseballmannschaft, war auch ein talentierter Tennisspieler, entschied sich aber letztendlich für den Golfsport und wurde 1994 Berufsgolfer.
O’Hern qualifizierte sich über die Tour School für die European Tour der Saison 1999 und spielt dort seither, zwar ohne Turniererfolg, aber mit vielen Spitzenplatzierungen – allein 2004 verzeichnete er elf Top-10-Plätze. Im europäischen Winter tritt er bei der PGA Tour of Australasia an, wo er schon fünf Siege feiern konnte.
Im Jahre 2005 begann O’Hern auch auf der PGA TOUR, wo er zunächst aufgrund seines guten Weltranglistenrankings auf Einladungsbasis agierte und ab 2006 wegen seiner Presidents Cup Mitgliedschaft die volle Spielberechtigung erhielt.
Nick O’Hern ist seit 1993 mit seiner Frau Alana verheiratet und hat zwei Kinder. Seine beiden Wohnsitze befinden sich in seiner Heimatstadt Perth und im englischen Brighton.

## Turniersiege
- 1997 Port Hedland Classic
- 1998 South West Open, Port Hedland Classic
- 1999 Schweppes Coolum Classic
- 2006 Cadbury Schweppes Australian PGA Championship

(alle PGA Tour of Australasia)

## Teilnahmen an Teambewerben
- Alfred Dunhill Cup: 2000
- World Cup: 2004, 2007
- Presidents Cup: 2005, 2007